# Asota clara
Asota clara är en fjärilsart som beskrevs av Butler 1875. Asota clara ingår i släktet Asota och familjen nattflyn. Inga underarter finns listade i Catalogue of Life.